# Bulbophyllum polygaliflorum
Bulbophyllum polygaliflorum é uma espécie de orquídea (família Orchidaceae) pertencente ao gênero Bulbophyllum. Foi descrita por Jeffrey James Wood em 1984.